# Knut Wicksell

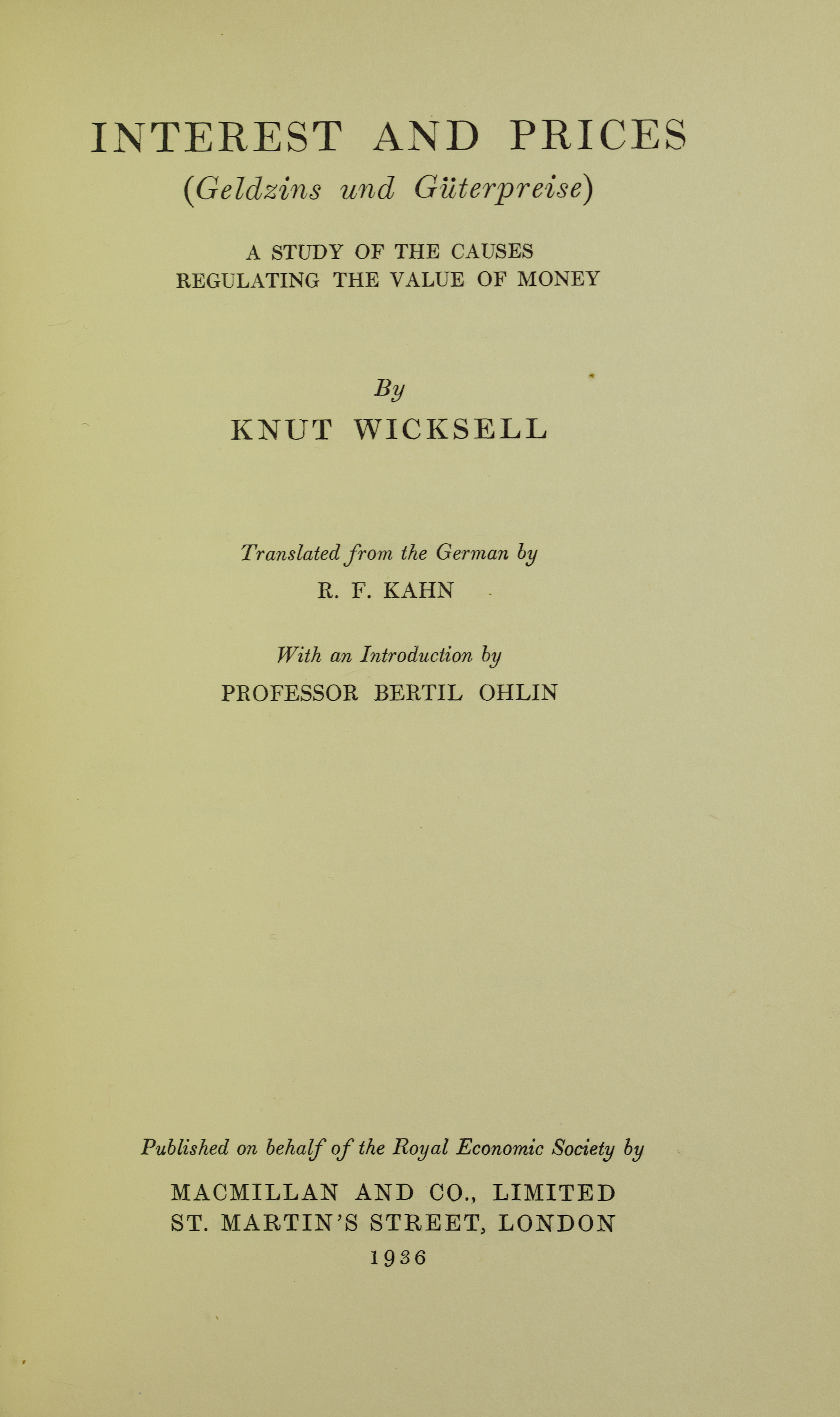
Geldzins und Güterpreise, 1936

Knut Wicksell   (Parròquia de Maria Magdalena, 20 de desembre de 1851 - Danderyd, 3 de maig de 1926) va ser un economista suec.

## Biografia
Des de la seva infantesa fou un vigorós opositor de les convencions socials. Quan es va casar va menysprear l'Església i l'Estat, anunciant simplement que ell i la seva notable dona s'havien unit mitjançant un contracte privat. Ja prop dels cinquanta anys va posar en perill la seva primera oportunitat de reconeixement professional i la fi de la inseguretat financera de la seva activitat de conferenciant i pamfletari, al negar-se a seguir els procediments prescrits per als nomenaments en les reials universitats sueques: era tan intens el seu republicanisme que no podia sotmetre's a l'ús de l'expressió “el més obedient serf de la Seva Majestat”, que havia d'utilitzar per a sol·licitar del rei el nomenament formal per a la càtedra d'Economia de la Universitat de Lund. Tot i la seva victòria en aquestes batalles, no deixava passar l'ocasió de “revolucionar el galliner” convertint-se en campió de causes impopulars.
En els seus escrits tècnics, Wicksell va polir i redefinir l'enfocament marginal de l'anàlisi del valor i la distribució. No va arribar a la conclusió (com algun dels seus contemporanis neoclàssics) que la distribució dels recursos resultant de la lliure competència fos socialment òptim. No va negar que un règim que gaudís de les condicions requerides per a la competència pura tendiria a donar un resultat en el que els preus dels factors productius fossin iguals al valor de les seves productivitats marginals respectives, i que els preus dels productes iguals als costos marginals de producció. Tampoc va negar que en tal règim no podria aconseguir-se cap guany productiu amb una redistribució d'unes existències donades de recursos productius. Va insistir, tanmateix, que la desitjabilitat social d'aquests resultats no podia ser jutjada aïlladament de la distribució de la renda i la riquesa. Sobre aquest punt va escriure en una ocasió:
Com a qüestió de fet, tot argument a favor de la lliure competència es basa sobre un supòsit tàcit, que, tanmateix, correspon poc a la realitat, i és que, des del principi, tots els homes són iguals. Si fos així, cadascú tindria la mateixa capacitat de treball, la mateixa educació i, sobretot, els mateixos actius econòmics, i llavors podria dir-se molt a favor de la lliure competència; cada persona s'hauria de culpar només a ella mateixa, si no tingués èxit.
Però si tots els caràcters i situacions són desiguals bàsicament; si algunes persones no veuen carta, altres reben bona mà des del començament, la lliure competència no faria res per evitar que les primeres perdessin la resta mentre les darreres guanyen totes les partides.
Això no vol dir, mantenia Wicksell, que els mitjans de producció hagin de socialitzar-se. Va veure poques probabilitats de què la propietat pública pogués millorar el funcionament productiu del sistema de mercat lliure. Va exposar la seva postura amb arguments semblants als que Böhm-Bawerk havia utilitzat per demostrar que totes les societats, inclús les més primitives, s'enfrontaven amb els mateixos problemes fonamentals de la producció capitalista. Va considerar que l'Estat hauria de dirigir l'atenció a reduir el handicaps soferts pels més dèbils en la lluita competitiva, fen disponibles les oportunitats lliure i universalment i gravant l'herència fortament.
La més nova de les contribucions analítiques de Wicksell va tenir lloc en el camp de la teoria monetària. El neoclassicisme ortodox tractava les qüestions monetàries com a clarament secundàries. Els diners eren essencials com a mitjà d'intercanvi, però era un vel que cobria les transaccions de béns. Wicksell, al contrari, va sostenir que els diners i el crèdit tenien una influència vital en el nivell de l'activitat econòmica. Endemés, aquestes matèries creixien en importància i complexitat amb la creixent importància dels Bancs com a creadors de mitjans de pagament. La quantitat de crèdit oferta pels Bancs quedava determinada en primer lloc per la demanda de préstecs, que, a la vegada, es derivava dels guanys nets esperats pels prestataris. No es seguia necessàriament, però, que el tipus d'interès carregat pels bancs coincidís amb el normal que corresponia a la productivitat marginal del capital i a l'equilibri entre estalvi i inversió. Si, per exemple, el tipus de mercat fos menor que el tipus d'interès real, llavors:
... es desanimarà l'estalvi i, per aquesta raó, hi haurà una demanda de béns i serveis creixent pel consum present. En segon lloc, es veuran augmentades les oportunitats de benefici pels empresaris, creixent evidentment la demanda per a una futura producció de béns i serveis així com la de matèries primeres ja en el mercat, en la mateixa quantia en què ho haguessin fet prèviament, de no haver estat pel més elevat tipus d'interès. Degut a l'augment en la renda dels treballadors, terratinents i propietaris de matèries primeres, etcètera, els preus dels béns de consum començaran a pujar, tant més que els factors de la producció abans disponibles s'han transferit ara a la producció futura. Es veurà pertorbat, per tant, l'equilibri en el mercat de béns i serveis. Enfront d'una major demanda en les dues direccions, hi haurà una oferta igual i inclús menor, la qual cosa haurà de resultar en un augment dels salaris i, directament o indirecta, dels preus.
Resumint, l'anàlisi de Wicksell apuntava la possibilitat que el comportament dels tipus d'interès, més que tendir automàticament a assegurar un equilibri agregatiu, podria, al contrari, generar moviments cumulatius en direcció oposada a l'equilibri. Endemés, en un sistema amb una oferta altament elàstica de crèdit bancari no hi havia raó per esperar que dites fluctuacions es corregissin per si mateixes sense una considerable dislocació. Les connexions indirectes que Wicksell va establir entre el sistema monetari i el nivell d'activitat econòmica per mitjà del tipus d'interès anunciaven una revolució major en el pensament econòmic, que en els anys trenta havia de fer tremolar els fonaments de l'economia neoclàssica.